# Парапланеризм

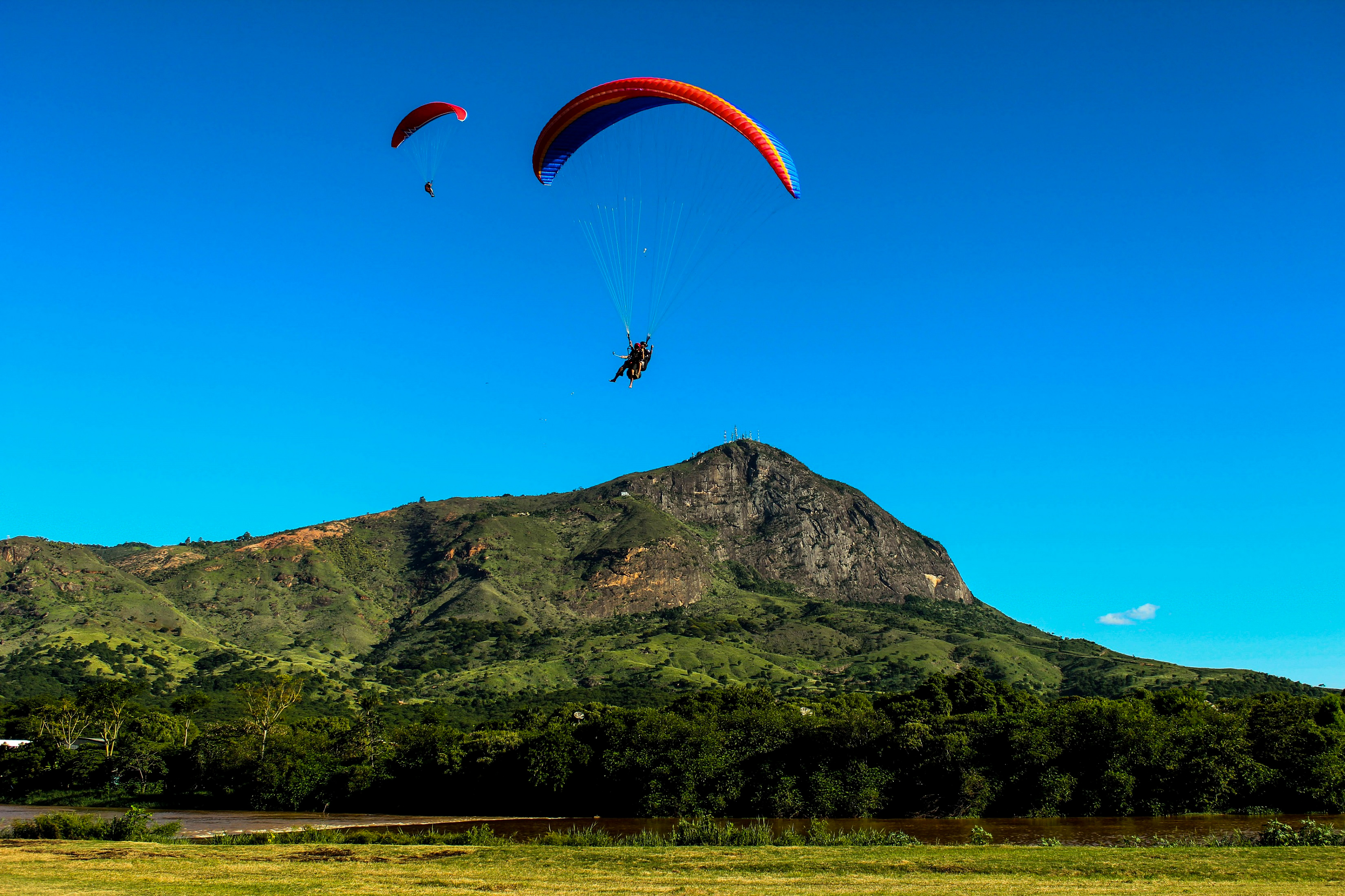
Говернадор Валадарис, Бразилия, известен во всем мире благодаря чемпионату мира по параглайдингу, который прошел на пике Ибитуруна (1,123 .)

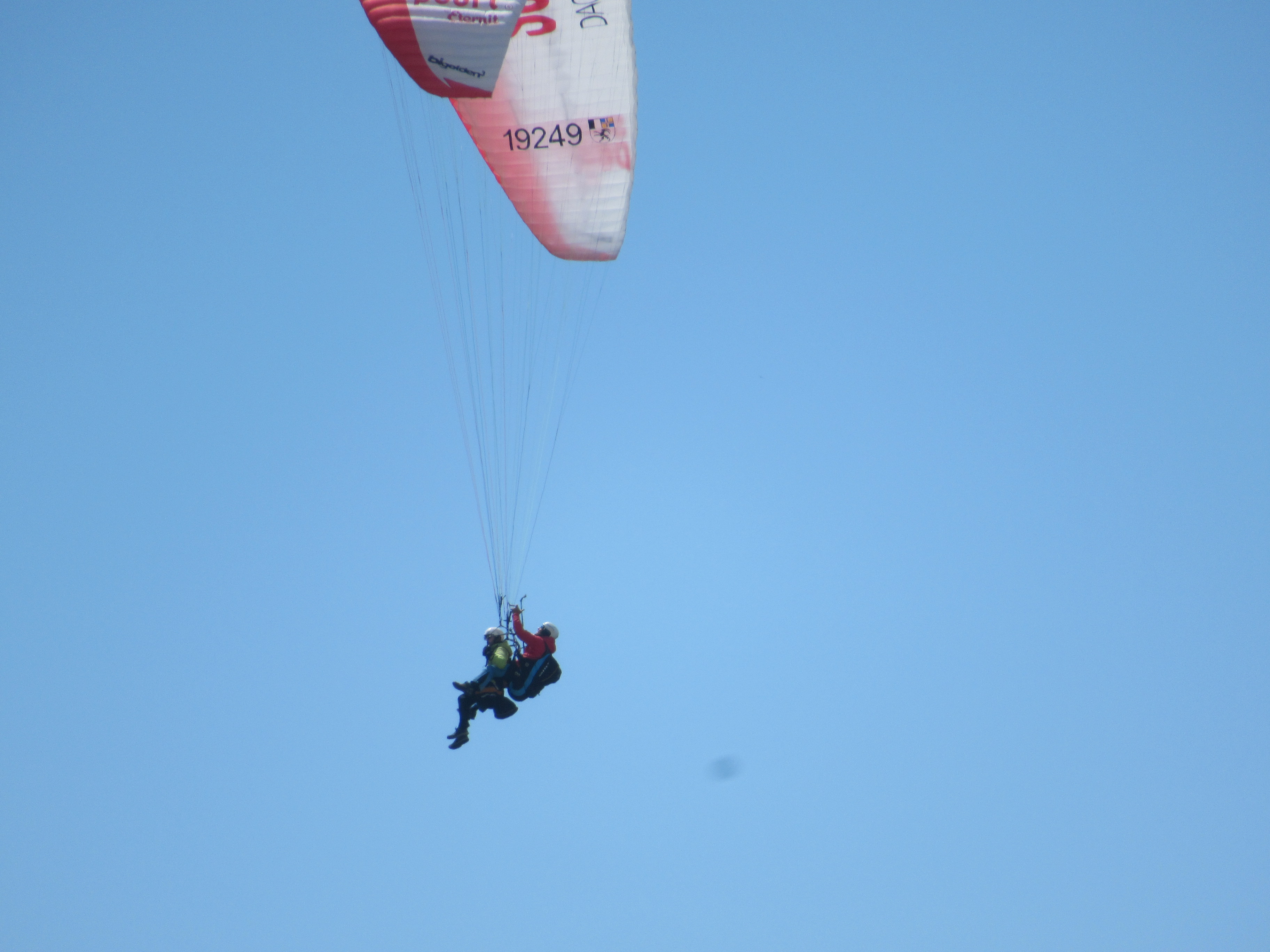
Параглайдинг с инструктором над озером Зильс-Санкт-Мориц (около 3,000 м (9800 футов)) 2018

Парапланеризм — развлекательный и соревновательный приключенческий вид спорта на летающих парапланах, то есть лёгких, свободно летающих, запускаемых с ног планерах без жесткой основной конструкции. Пилот сидит в подвесной системе, подвешенной под тканевым крылом. Форма крыла поддерживается линиями подвески, давлением воздуха, поступающего в вентиляционные отверстия в передней части крыла, и аэродинамическими силами воздуха, протекающего снаружи.
Несмотря на то, что двигатель не используется, полеты на параплане могут длиться много часов и преодолевать многие сотни километров, хотя полеты продолжительностью от одного до двух часов и на несколько десятков километров наиболее распространены. Умелым использованием источников подъемной силы пилот может набирать высоту, часто достигая высоты в несколько тысяч метров.